# Gabi
Gabi (Izvirno angleško Gabby) je risani junak, ki v vsaki epizodi naleti na marsikatero zagato, ki pa se na koncu vedno dobro izteče. Gabi na življenje vedno gleda pozitivno. Velikokrat ga boste zato slišali zapeti pesem Vse je dobro (Izvirno angleško All's Well).
Gabija prvič spoznamo že v risanki Guliverjevo potovanje. Kasneje se njegov avtor Max Fleischer odloči, da bo Gabiju posvetil svojo serijo. Vseh osem njegovih risank je bilo posnetih med letoma 1940 in 1941.
Zaradi visoke starosti (nad 50 let) so sedaj Gabijeve risanke v javni domeni, kar pomeni, da jih lahko vsak uporablja in distribuira brezplačno.